# Wilmo Francioni
Wilmo Francioni  (né le 8 novembre 1948 à Empoli, dans la province de Florence en Toscane) est un coureur cycliste italien. Professionnel de 1970 à 1979, il a notamment remporté quatre étapes du Tour d'Italie. 

## Palmarès

### Palmarès amateur
- 1967
  - Gran Premio Industria del Cuoio e delle Pelli
- 1968
  - La Nazionale a Romito Magra
  - Gran Premio Industria del Cuoio e delle Pelli
  - 3e de Florence-Viareggio
- 1969
  - Giro delle Valli Aretine
  - Coppa Città del Marmo
  - Coppa Giulio Burci
  - 1re étape du Tour des Abruzzes
  - 2e du Tour des Abruzzes

### Palmarès professionnel
- 1970
  - 3e du Grand Prix Tarquinia
- 1971
  - Trophée Matteotti
  - 3e de la Coppa Bernocchi
  - 3e du GP Montelupo
- 1972
  - 4eb et 13e étapes du Tour d'Italie
  - Trofeo Laigueglia
  - GP Cecina
  - 2e du GP Montelupo
  - 2e du Grand Prix de la ville de Camaiore
  - 3e de la Coppa Bernocchi
  - 3e du Tour de Romagne
- 1973
  - 2e de Milan-San Remo
  - 2e du GP Cecina
  - 3e du GP Montelupo
- 1974
  - Coppa Sabatini
  - 2e de Sassari-Cagliari
- 1976
  - 3e de la Coppa Sabatini
- 1977
  - 12e et 20e étapes du Tour d'Italie
  - Trophée Matteotti
  - 2e du GP Cecina
  - 3e du Trofeo Pantalica
  - 10e du Tour d'Italie

## Résultats sur les grands tours

### Tour de France
1 participation
- 1971 : 64e

### Tour d'Italie
8 participations
- 1970 : 74e
- 1971 : 64e
- 1972 : 66e, vainqueur des 4eb et 13e étapes
- 1973 : abandon
- 1974 : 66e
- 1975 : 63e
- 1976 : 43e
- 1977 : 10e, vainqueur des 12e et 20e étapes

### Tour d'Espagne
2 participations
- 1975 : 47e
- 1977 : 36e